# Chrześcijańscy Demokraci i Flamandowie
Chrześcijańscy Demokraci i Flamandowie (niderl. Christen-Democratisch en Vlaams, CD&V) – belgijska partia polityczna o profilu chadeckim, działająca na terenie Flandrii. Uczestniczy w strukturach władzy na różnych szczeblach, w tym krajowym. Powstała w 1972, do 2001 funkcjonowała pod nazwą Chrześcijańska Partia Ludowa (niderl. Christelijke Volkspartij, CVP).

## Historia
Historia CD&V sięga czasów PSC-CVP, belgijskiego ugrupowania chrześcijańsko-demokratycznego, powstałego po II wojnie światowej jako sukcesora bloku katolickiego. W partii doszło do rozłamu na tle kwestii językowych. Podział na dwa odrębne ugrupowania został zapoczątkowany w 1968, zakończył się ostatecznie w 1972. Działacze francuskojęzyczni kontynuowali działalność w ramach Partii Chrześcijańsko-Społecznej, a niderlandzkojęzyczni prowadzili ją w ramach Chrześcijańskiej Partii Ludowej.
CVP od czasu swojego powstania wchodziła w skład kolejnych belgijskich rządów do 1999, na czele których (z wyjątkiem okresu 1973–1974) stali jej przedstawiciele – Gaston Eyskens, Leo Tindemans, Paul Vanden Boeynants, Wilfried Martens, Mark Eyskens, ponownie Wilfried Martens, Jean-Luc Dehaene.
Drugi rząd tego ostatniego tracił poparcie (m.in. na jego pozycję i notowania partii koalicyjnych negatywnie wpłynęły sprawa Marca Dutroux i skandal dotyczący skażonej żywności). W 1999, po wygranych przez flamandzkich liberałów wyborach, nowy gabinet (pierwszy od 1958 bez udziału ugrupowań chadeckich) sformował Guy Verhofstadt. W 2001 dokonano reorganizacji partii, zmieniono też nazwę na Chrześcijańscy Demokraci i Flamandowie. Po wyborach z 2003 CD&V pozostała w opozycji.
W wyborach w 2007 chadecy (startujący w kartelu wyborczym z Nowym Sojuszem Flamandzkim) uzyskali 30 mandatów w Izbie Reprezentantów. Chadecy weszli do rządu przejściowego, a w 2008 przejęli funkcję premiera. Obejmowali ją kolejno Yves Leterme, Herman Van Rompuy i ponownie pierwszy z nich. Yves Leterme podał się do dymisji wiosną 2010 w związku z rozpadem wielopartyjnej koalicji rządzącej. W przedterminowych wyborach parlamentarnych w 2010 chadecy uzyskali najsłabszy wynik w dotychczasowej historii (17 mandatów w Izbie Reprezentantów i 7 w Senacie). W 2011 partia weszła do koalicji rządowej popierającej rząd, na czele którego stanął waloński socjalista Elio Di Rupo. W 2014 po kolejnych wyborach krajowych i kilkumiesięcznych negocjacjach chadecy dołączyli do nowej koalicji rządowej, w ramach której premierem został Charles Michel, którego w 2019 zastąpiła Sophie Wilmès. W 2020 partia przystąpiła do wielopartyjnej koalicji, współtworząc rząd, na czele którego stanął Alexander De Croo. Chadecy pozostali u władzy także w 2025, gdy nowym premierem został Bart De Wever.

## Wyniki wyborcze

### Wybory do Izby Reprezentantów[9]
- 1971: 18,3% głosów, 40 mandatów[10]
- 1974: 23,3% głosów, 50 mandatów[11]
- 1977: 26,2% głosów, 56 mandatów[12]
- 1978: 26,1% głosów, 57 mandatów[13]
- 1981: 19,3% głosów, 43 mandaty
- 1985: 21,3% głosów, 49 mandatów
- 1987: 19,5% głosów, 43 mandaty
- 1991: 16,8% głosów, 39 mandatów
- 1995: 17,2% głosów, 29 mandatów
- 1999: 14,1% głosów, 22 mandaty
- 2003: 13,3% głosów, 21 mandatów
- 2007: 18,5% głosów, 30 mandatów (w tym 5 mandatów N-VA)
- 2010: 10,9% głosów, 17 mandatów
- 2014: 11,6% głosów, 18 mandatów
- 2019: 8,9% głosów, 12 mandatów
- 2024: 8,0% głosów, 11 mandatów[14]

### Wybory do Parlamentu Europejskiego
- 1979: 29,5% głosów, 7 mandatów[15]
- 1984: 19,8% głosów, 4 mandaty[16]
- 1989: 21,1% głosów, 5 mandatów[17]
- 1994: 17,0% głosów, 4 mandaty[18]
- 1999: 13,6% głosów, 3 mandaty[19]
- 2004: 17,4% głosów, 4 mandaty – kartel wyborczy z N-VA[20]
- 2009: 14,4% głosów, 3 mandaty[21]
- 2014: 12,6% głosów, 2 mandaty[22]
- 2019: 9,2% głosów, 2 mandaty[23]
- 2024:  8,3% głosów, 2 mandaty[24]

### Wybory do Parlamentu Flamandzkiego
- 1995: 26,8% głosów, 35 mandatów[25]
- 1999: 22,1% głosów, 28 mandatów[26]
- 2004: 26,09% głosów, 35 mandatów – kartel wyborczy z N-VA[27]
- 2009: 22,9% głosów, 31 mandatów[28]
- 2014: 20,5% głosów, 27 mandatów[29]
- 2019: 15,4% głosów, 19 mandatów[30]
- 2024: 13% głosów, 16 mandatów[31]

## Przewodniczący
- 1968–1972: Robert Vandekerckhove
- 1972–1979: Wilfried Martens
- 1979–1982: Leo Tindemans
- 1982–1988: Frank Swaelen
- 1988–1993: Herman Van Rompuy
- 1993–1996: Johan Van Hecke
- 1996–1999: Marc Van Peel
- 1999–2003: Stefaan De Clerck
- 2003–2004: Yves Leterme
- 2004–2007: Jo Vandeurzen
- 2007–2008: Etienne Schouppe (p.o.)
- 2008: Wouter Beke (p.o.)
- 2008–2010: Marianne Thyssen
- 2010–2019: Wouter Beke[2]
- 2019: Cindy Franssen i Griet Smaers (p.o.)[32]
- 2019–2022: Joachim Coens
- od 2022 Sammy Mahdi[33]